# Honnaranahalli, Koratagere
Honnaranahalli là một làng thuộc tehsil Koratagere, huyện Tumkur, bang Karnataka, Ấn Độ.